# DNA (잡지)
DNA는 게이를 위한 오스트레일리아의 게이 잡지이다. 유명인사, 대중문화, 패션, 사진 등을 다루고 있다.